# 拉斯特峰
46°15′37″N 10°47′05″E / 46.26019°N 10.78479°E
拉斯特峰（義大利語：Cima di Laste），是意大利的山峰，位於該國北部，由倫巴第大區負責管轄，屬於阿達梅洛-普雷薩內拉阿爾卑斯山脈的一部分，海拔高度2,510米，每年平均降雨量1,357毫米。